# 730 до н. е.

## Події
- 730 (2 рік Чжуан-бо) - Згідно з «Тай пін юй лань», дісці раптово напали на І (столицю Цзінь), дійшли до околиць столиці[1].
- Закінчилося правління 23 династії фараонів в Єгипті. Початок правління 24 династії.
- 730-715 до н. е. — Об'єднання областей Дельти і Верхнього Єгипту.